# سپتامبر (فیلم ۲۰۱۱)
«سپتامبر» (ترکی استانبولی: Eylül) فیلمی در ژانر درام است که در سال ۲۰۱۱ منتشر شد.